# 316 Goberta
316 Goberta (mednarodno ime je  tudi 316 Goberta) je asteroid v glavnem asteroidnem pasu. 
Pripada asteroidni družini Temida.

## Odkritje
Asteroid je odkril francoski astronom Auguste Charlois ( 1864 – 1910) 8. septembra 1891 v Nici.. 

## Lastnosti
Asteroid Goberta obkroži Sonce v 5,65 letih. Njegova tirnica ima izsrednost 0,146, nagnjena pa je za 2,339° proti ekliptiki. Njegov premer je 47,92 km, okoli svoje osi se zavrti v 8,605 h .